# Джарин-Нур
Джари́н-Нур, Гьяри́нг-Цо или Джа́рин-Нур (кит. 扎陵湖; устар.: озеро Экспедиции, Цзярын-нор, Джарин-нор, Мцо-чхара) — проточное озеро в горах Куньлунь на северо-западе Китая. Располагается на территории провинции Цинхай, бо́льшая часть акватории относится к уезду Мадё Голог-Тибетского автономного округа и лишь западная оконечность — к уезду Чурамлеб Юйшу-Тибетского автономного округа. Озеро пересекает верхнее течение реки Хуанхэ, соединяющее его с озером Орин-Нур.
Джарин-Нур располагается на высоте около 4200 м над уровнем моря в болотистой котловине между хребтами Буциншань и Баян-Хара-Ула. Площадь озера составляет 544 км², глубина достигает 8 м.